# Municipalità di Tskhaltubo
La municipalità di Tskhaltubo (in georgiano წყალტუბოს მუნიციპალიტეტი?) è una municipalità georgiana dell'Imerezia.
Nel censimento del 2002 la popolazione si attestava a 73 889 abitanti. Nel 2014 il numero risultava essere 56 883.
La cittadina di Tskhaltubo è il centro amministrativo della municipalità, la quale si estende su un'area di 707,5 km².

## Popolazione
Dal censimento del 2014 la municipalità risultava costituita al 99,5% da persone di etnia georgiana.

## Monumenti e luoghi d'interesse
- Palazzo di Geguti
- Grotta di Kumistavi
- Monastero di Motsameta